# إصلاح تدريس الرياضيات
إصلاح تدريس الرياضيات هو منهج يتبع في تدريس الرياضيات، وخاصة في أمريكا الشمالية. ويقوم هذا الإصلاح على المبادئ التي وضعها المجلس الوطني لمعلمي الرياضيات (NCTM) في عام 1989. وحاولت وثيقة المجلس الوطني لمعلمي الرياضيات، بعنوان المناهج ومعايير تقييم الرياضيات بالمدرسة، وضع رؤيتها حول تدريس الرياضيات في الصفوف الإثني عشر الأولى (من عمر 5-18 عامًا) في الولايات المتحدة الأمريكية وكندا. واعتمدت توصياته العديد من الهيئات التعليمية بداية من المستوى المحلي وحتى المستويات الاتحادية خلال تسعينيات القرن العشرين. وفي عام 2000، نقح المجلس الوطني لمعلمي الرياضيات معاييره بتطبيق مبادئ ومعايير الرياضيات المدرسية (PSSM). وأصبحت هذه المعايير التي تم تحديثها، مثل الإصدار الأول، الأساس للمعايير الرياضية بالعديد من الولايات وللكثير من مشروعات الكتب الممولة فيدراليًا. كما أطلقت المعايير الأولى دعوة قوية إلى عدم التركيز على الدليل المختصر للعمليات الحسابية حتى يستكشف الطلاب معارفهم الخاصة والتفكير النظري. وتبنت مبادئ ومعايير الرياضيات المدرسية وجهة نظر أكثر اتزانًا مع استمرار تركيزها على التفكير النظري وحل المسائل.
ويُطلق على تعليم الرياضيات في هذا الأسلوب الرياضيات القائمة على المعايير أو إصلاح الرياضيات.

## المبادئ والمعايير
بدأ الزخم من أجل إصلاح تعليم الرياضيات في بداية ثمانينيات القرن العشرين وبدأت ردود أفعال المعلمين نحو «الرياضيات الجديدة» خلال ستينيات وسبعينيات القرن العشرين. وحولت أعمال بياجيه وغيره من علماء النفس التنموي تركيز معلمي الرياضيات من المحتوى الرياضي إلى أفضل طريقة لتعليم الأطفال الرياضيات. قام المجلس الوطني لمعلمي الرياضيات بتلخيص وضع البحث الحالي مع تطبيق المناهج ومعايير التقييم في عام 1989 ومبادئ ومعايير الرياضيات المدرسية في عام 2000؛ وبذلك تم التعرف على الحركة الإصلاحية في أمريكا الشمالية. انظر نموذج فان هيل للاطلاع على أمثلة لبحوث تأثرت بمعايير المجلس الوطني لمعلمي الرياضيات.
يتحدى إصلاح منهج الرياضيات الطلبة في أن يفهموا الأفكار الرياضية الجديدة من خلال الاستكشافات والمشروعات التي غالبًا ما تكون في سياقات حقيقية. وتركز نصوص الإصلاحات على التواصل كتابة وشفهيًا والعمل في مجموعات متعاونة والربط بين المفاهيم والبيانات كذلك. وعلى العكس من هذا نجد الكتب المدرسية «التقليدية» تؤكد على الرياضيات الإجرائية وتقدم أمثلة خطوة بخطوة مع أمثلة للتدريبات المهارية.
تركز الرياضيات التقليدية على تدريس الخوارزميات التي ستؤدي للحصول على إجابات صحيحة. وبسبب هذا التركيز على استخدام الخوارزميات، يلتزم طالب الرياضيات التقليدية باستخدام الطريقة المحددة التي يتم استخدامها لتعليمه الرياضيات. وتم التركيز على هذا النوع من الاعتماد على الخوارزميات في إصلاح الرياضيات. ولا يعارض دعاة الإصلاح الإجابات الصحيحة لكنهم يفضلون التركيز على جذب انتباه التليمذ إلى العملية التي تؤدي للإجابة وليس الإجابة نفسها. ويعتبر ظهور أخطاء في بعض الأحيان أقل أهمية من العملية الشاملة للتفكير. وأظهر البحث أن الأطفال يرتكبون عددًا قليلاً من الأخطاء عند إجراء الحسابات ويحفظون الخوارزميات أكثر من استيعاب المفاهيم الكامنة وراء الطرق التي يستخدمونها. وبشكل عام يكون أداء الأطفال في الصفوف التي حدث بها إصلاح على الأقل مساوٍ للصفوف التقليدية في الاختبارات والمهارات الحسابية ولديهم تحسن ملحوظ في اختبارات حل المسائل.

## الخلاف
بينما دافع بعض المعلمين والإداريين وعلماء الرياضة عن «مبادئ ومعايير الرياضيات المدرسية»; باعتبارها معايير ترتقي بمستوى جميع الطلاب، فقد تم توجيه الانتقاد لهم لتقديرهم عمليات الفهم أكثر من تعلم الإجراءات المعيارية. واشتكى أولياء الأمور الذين يعارضون إصلاح تدريس الرياضيات من تقليل التركيز على المهارات الحسابية الأساسية والارتباك الناتج عن التركيز على الاستكشاف والتوضيح. من ناحية أخرى، صرح الداعمون لإصلاح تدريس الرياضيات بأن البحث أظهر أنه، عند التطبيق السليم، فإن الطلبة الذين يدرسون المنهج الإصلاحي للرياضيات يتعلمون مهارات الرياضيات الأساسية على أقل تقدير مثل من يدرسون البرامج التقليدية بالإضافة إلى فهمهم للمفاهيم التي تكمن وراء الحل بشكل أفضل كثيرًا.
وُجهت انتقادات إلى اعتماد تطوير المناهج على نطاق واسع مثل منهج ماث لاند بسبب التجاهل الجزئي أو الكلي لوسائل التدريس الحسابية القياسية مثل إعادة التجميع والقواسم المشتركة. وأدت معارضة مجموعات مثل الصحيح رياضيًا (Mathematically Correct) إلى تخلي العديد من المناطق والولايات عن هذه الكتب الدراسية. وقامت بعض الولايات مثل كاليفورنيا بمراجعة معاييرها الرياضية حتى تتخلص من المعتقدات الأساسية في إصلاح تعلم الرياضيات مع إعادة التأكيد على إتقان الحقائق والأساليب الرياضية القياسية.
وذكر المعهد الأمريكي للبحوث (AIR) في عام 2005 أن اقتراحات المجلس الوطني لمعلمي الرياضيات «تعرض الطلاب بالصفوف الأولى لمحتوى رياضي متقدم وغير حقيقي.» وفي إشارة إلى توصيات المجلس الوطني لمعلمي الرياضيات صرح بأن مفاهيم الجبر مثل أنماط وخصائص الفهم كما في التبادل يجب تدريسها في الصف الأول.
وقام البعض مثل الهيئة الاستشارية الوطنية للرياضيات بالدعوة لوجود توازن بين طريقتي تدريس الرياضيات الإصلاحية والتقليدية وليس «الصراع» بين طريقتين. وفي عام 2006 نشر المجلس الوطني لمعلمي الرياضيات نقاط تركيز المنهج، مما أوضح أن الخوارزميات القياسية يجب إكمالها في جميع مناهج المدارس الابتدائية وكذلك الأنشطة التي تهدف إلى الفهم النظري.
هناك اعتقاد خاطئ أن المعلمين الإصلاحيين لا يريدون تعليم الأطفال الطرق القياسية في الحساب. وبينما يتم توضيح نقاط التركيز للمجلس الوطني لمعلمي الرياضيات، تبقى هذه الطرق هي الهدف النهائي، لكن الإصلاحيين يعتقدون أن الفهم النظري يجب أن يأتي في المقدمة. ويؤمن المعلمون الإصلاحيون بأن هذا الفهم يمكن تحقيقة بأفضل صورة بالسماح للأطفال بحل المسائل أولاً بفهمهم وطرقهم الخاصة. حيث يصل التلاميذ في النهاية إلى فهم الطرق القياسية. حتى معايير المجلس الوطني لمعلمي الرياضيات لعام 1989 لم تنادِ بالتخلي عن معيار الخوارزميات، لكن بدلاً من ذلك أوصت بالحد من التركيز على التدريبات المعقدة للحساب باستخدام الورقة والقلم والانتباه بصورة أكبر للحساب العقلي وتقييم المهارات وإستراتيجيات التفكير لإتقان أساسيات الحقائق والفهم النظري للعمليات الحسابية.
وفي ذروة الحدث، ظهرت مصطلحات سلبية عن الرياضيات الإصلاحية وذلك في الصحافة والمقالات التي على شبكة الإنترنت، مثل أين الرياضيات?'' ومكافحة الرياضيات; والرياضيات للمبتدئين ولم يعد هناك رياضيات, وجبر الغابات المطيرة والرياضيات للنساء والأقليات ورياضيات جديدة جدًا. وتشير غالبية هذه المصطلحات النقدية إلى معايير عام 1989 وليس إلى مبادئ ومعايير الرياضيات المدرسية.

## وصلات خارجية
- NCTM standards online 120-day free access, otherwise the public is required to pay to purchase or view the standards.
- Original 1989 Curriculum and Evaluation Standards
- 1991 Professional Standards
- 1995 Assessment Standards